# Grés-de-montpellier
Le grés-de-montpellier est un vin dont l'aire de production s'étend sur 45 communes de l'Hérault, de la vallée de l'Hérault à l'ouest au Vidourle à l'est, bordé au nord par le territoire de production de l'appellation pic-saint-loup.
D'abord une dénomination géographique au sein de l'appellation coteaux-du-languedoc à partir de 1985, puis de celle languedoc à partir de 2007, elle devient une appellation spécifique par l'arrêté ministériel du 14 mai 2024.

## Histoire
L’histoire du vignoble des grés de Montpellier commence avant l’ère romaine. Des scientifiques découvrent des traces d’acide tartrique dans un ancien pressoir à Lattara, ancien port méditerranéen, aujourd’hui connu sous le nom de Lattes. Les Étrusques, en 500 av. J.C., produisent du vin sur la future appellation Languedoc Grés de Montpellier. La Via Domitia, ou voie domitienne est construite à partir de 118 av. J.C. et traverse la zone d'appellation. Elle contribue aux échanges, au commerce, et donc à la production du vin dans cette région.
En 782, Witiza, grand échanson de Louis le Pieux, conseiller de Charlemagne renouvelle la règle des Bénédictins. Il introduit l’obligation de planter la vigne et leur donne l’autorisation de boire du vin aux repas. Connu dans l’histoire sous le nom de Saint Benoît, il est à l’origine de plus de mille abbayes en Europe, qui possèdent toutes un vignoble. Les cisterciens, à la suite des bénédictins, implantent, en 1138, l'Abbaye de Valmagne, sur la commune de Villeveyrac et l'abbaye de Vignogoul à Pignan. L’abbaye de Valmagne possède encore son vignoble.

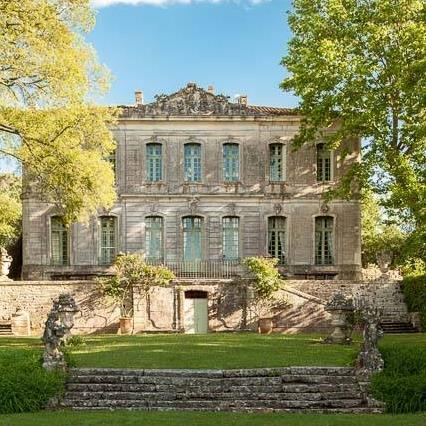
Château l'Engarran sur la commune de Lavérune

En 1622, Louis XIII installe à Montpellier le siège de puissantes administrations souveraines et fait d’elle la capitale régionale, juridique et administrative. Les premières Folies montpelliéraines apparaissent au XVIIIe siècle. Ces châteaux sont le témoignage incontestable de cette période viticole particulièrement riche. Le Château de Flaugergues, le Château de l'Engarran, le Château d’Assas ou encore le Château de Verchant sont toujours des domaines viticoles aujourd’hui au sein de l’AOC Grés de Montpellier.

En 1704, l’administration du Languedoc crée la chambre de commerce à Montpellier qui investira l’Hôtel Saint Côme en 1801. En 1729, apparaît l’une des premières réglementations de la mise en marché des vins et eaux-de-vie, avec notamment la création du Service d’inspection des vins et des eaux-de-vie. Les consuls de la Paroisse effectuent des contrôles sur la qualité des vins, des alcools et des barriques et marquent les fûts par la croix du Languedoc. C’est une des premières étapes vers la qualité des vins du Languedoc.

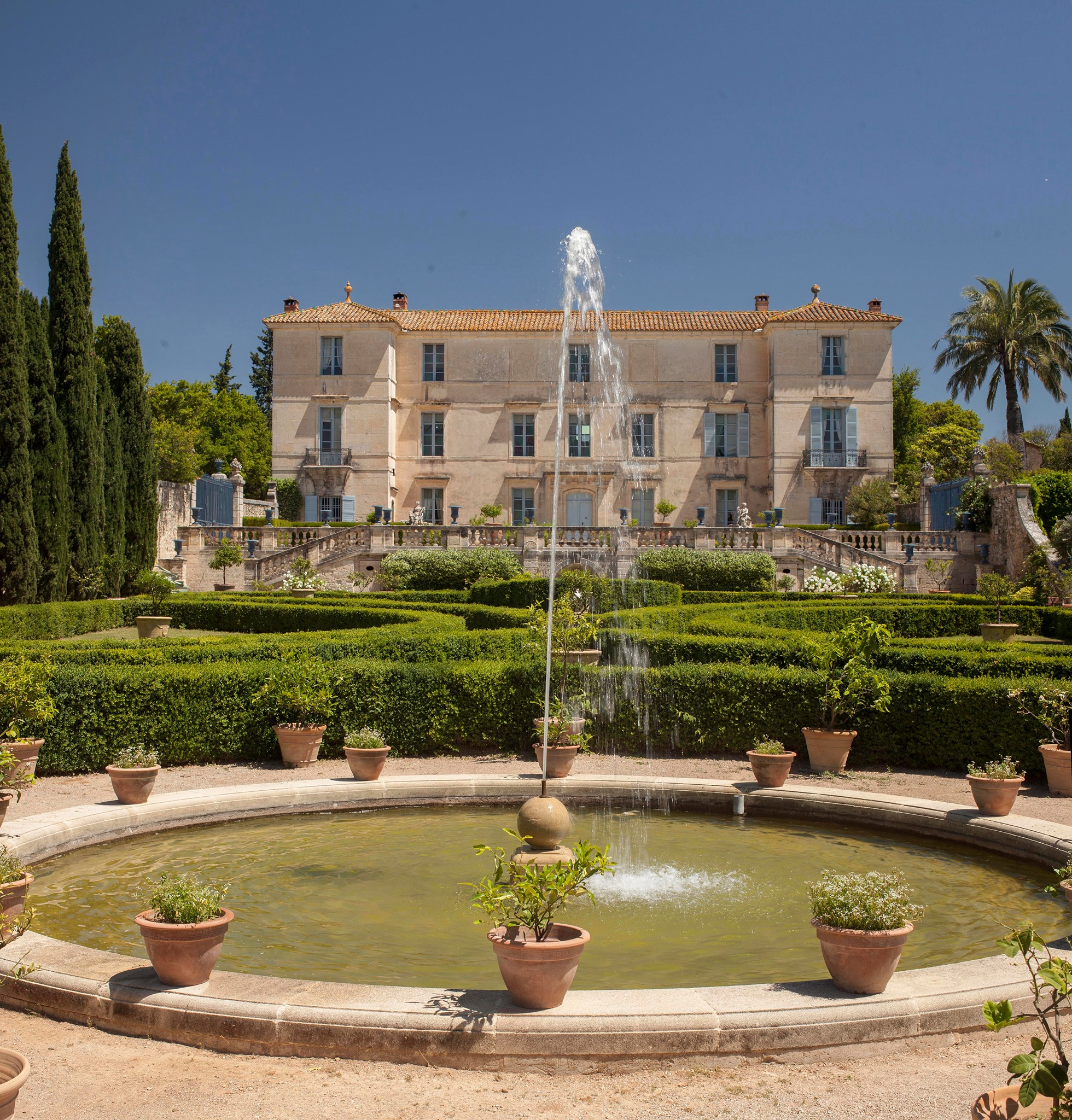
Château de Flaugergues

Au XIXe siècle, le phylloxéra envahit le vignoble français. En 1869, Napoléon III décide alors d’implanter l’Institut Agricole de La Saulsaie à Montpellier pour combattre le phylloxéra en France. Elle est implantée sur le site de la Gaillarde. C'est un succès, la recherche agronomique montpelliéraine découvre les moyens de lutte contre cet insecte grâce à Jules Émile Planchon.
La naissance de l'appellation des grés a lieu en 1993, sous l’impulsion de Jean Clavel et Michel Moreau : une poignée de vignerons crée le syndicat des Grés de Montpellier. Ils ont identifié le potentiel du terroir et le travail de certains vignerons sur un niveau qualitatif supérieur. En approuvant le nom « grés de Montpellier », le maire de Montpellier Georges Frêche s'exclame : « Nous boirons du montpellier partout dans le monde ». Dès 1997, les producteurs des grés de Montpellier s’appliquent des règles de production au niveau des rendements, de l'encépagement, de l’âge des vignes, de la sélection parcellaire, de l’élevage au travers d'un cahier des charges stricte. Le décret du 11 mars 2003, reconnait le terroir des grés de Montpellier en AOC languedoc grés de Montpellier (une dénomination géographique au sein de l'appellation régionale). En 2011, la bouteille « Grés de Montpellier » fait son apparition grâce à l’impulsion de la maire de Montpellier Hélène Mandroux. Le grés-de-montpellier devient une appellation d'origine contrôlée sous ce nom le 14 mai 2024 ; son cahier des charges est modifié en mai 2024, en novembre 2024, puis en juillet 2025.

## Étymologie

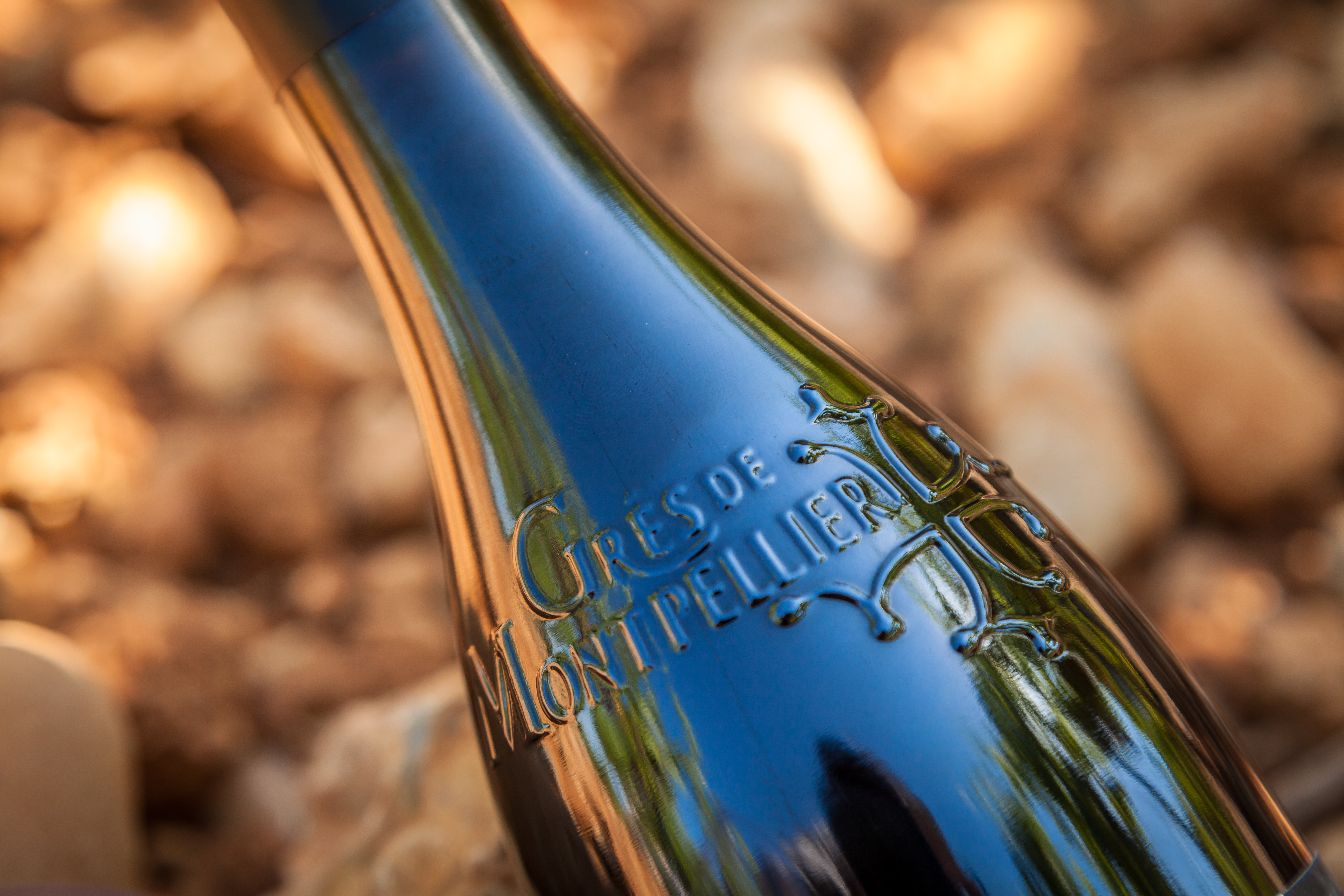
Bouteille moulée de l'appellation.

L’expression « Grés » vient de l’occitan « lou gres ». Elle désigne les sols pauvres et caillouteux fait de galets roulés et de calcaire, favorables à la culture de la vigne. Les vignes puisent dans ces cailloux la finesse et l’élégance des vins de l'appellation. Les vignerons des Grés de Montpellier sont fortement engagés dans une agronomie durable et de respect de leur terroir.

## Situation géographique

### Géologie
Le mot « Grés » caractérise une terre caillouteuse et pauvre. Il désigne une terre de production sur laquelle la vigne et l’olivier y trouvent les apports nécessaires à leur développement. Les sols des Grés de Montpellier sont caractérisés par une charge caillouteuse importante. On retrouve plusieurs types de roche : le calcaire dur sur Assas et Villeveyrac, le galet roulé vers Saint-Aunès et Saint Génies des Mourgues, le marne-calcaire que l’on retrouve sur la commune de Murviel-les Montpellier, les cailloutis calcaires du quaternaire au niveau de Saint-Christol et Villeneuve-lès-Maguelone. Ces sols permettent un enracinement profond de 6 à 8 mètres.

### Climatologie

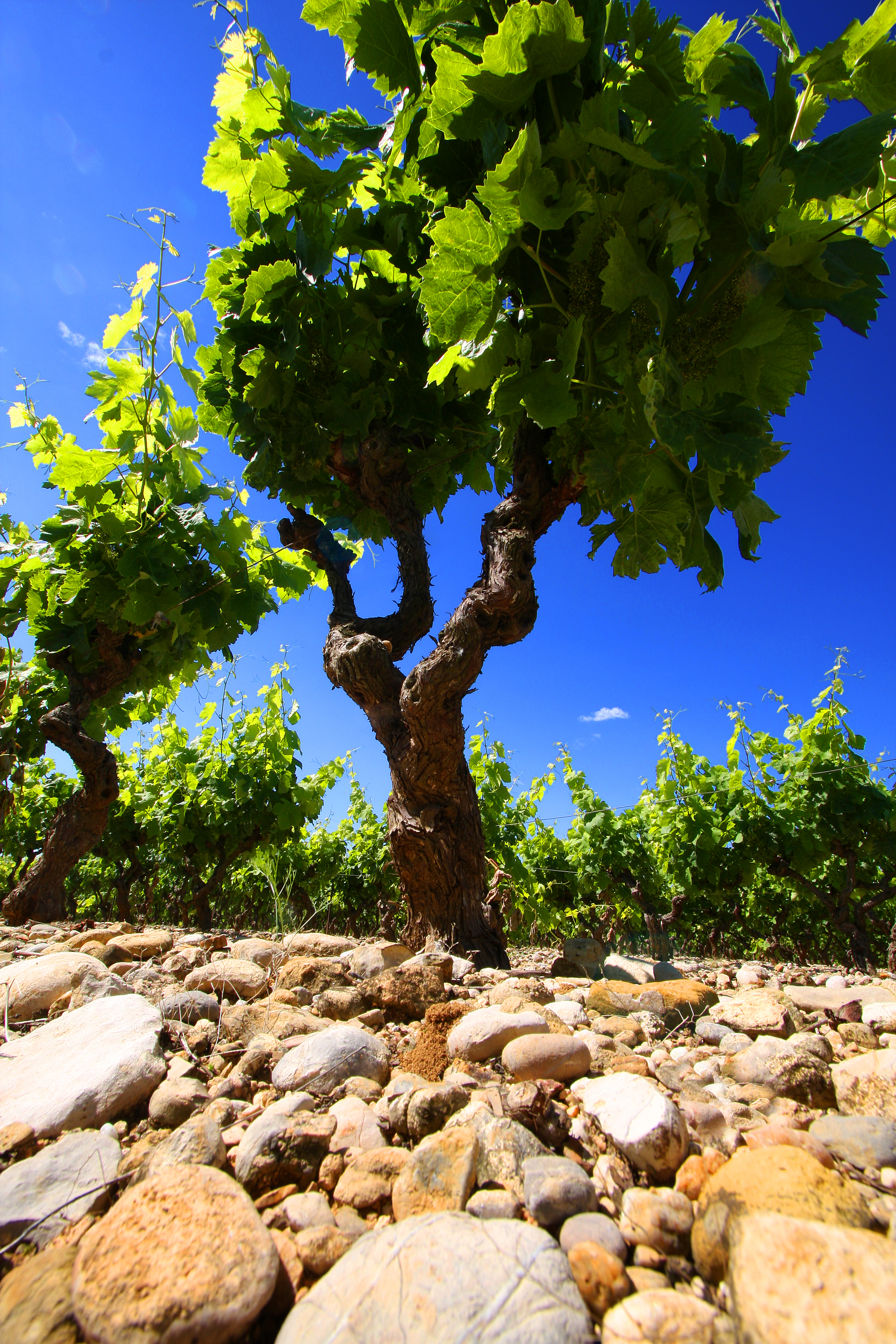
Pied de vigne Grés de Montpellier.

Le climat de ce terroir viticole est typiquement méditerranéen. Il se caractérise par des hivers doux, des étés chauds et secs et des précipitations rares et concentrées notamment en automne de septembre à décembre (les précipitations annuelles sont proches de 800 mm). Au contraire, l'été est souvent très sec, voire aride dans l'arrière pays des garrigues, avec seulement quelques précipitations en août liées aux orages. Les vents dominants sont la tramontane, vent sec et froid qui chasse les nuages, et le marin, vent humide qui au contraire amène les nuages. Il peut parfois être très violent.
Le taux d'ensoleillement journalier moyen est de 7 h 22, largement supérieur à la moyenne française de 4 h 46. En outre, relativement "protégée" du Mistral et de la Tramontane par l'avancée des reliefs cévenols, Montpellier est la ville la moins ventée du golfe du Lion. De plus, la proximité de la mer favorise l'installation de la brise marine qui tempère les excès thermiques en été.
La température annuelle moyenne est de 14,2 °C, supérieure à la moyenne nationale de 12,2 °C.
Le tableau ci-dessous indique les températures et les précipitations pour l'année 2007 :
| Mois                                   | J  | F   | M  | A    | M  | J  | J  | A    | S    | O   | N  | D  | Année |
| -------------------------------------- | -- | --- | -- | ---- | -- | -- | -- | ---- | ---- | --- | -- | -- | ----- |
| Températures moyennes maximales (°C)   | 11 | 11  | 14 | 16   | 20 | 25 | 26 | 26   | 23   | 19  | 14 | 12 | 17,6  |
| Températures moyennes minimales (°C)   | 7  | 7   | 10 | 11   | 14 | 19 | 20 | 21   | 18   | 15  | 10 | 8  | 13,3  |
| Températures moyennes (°C)             | 9  | 9   | 12 | 13,5 | 17 | 22 | 23 | 23,5 | 21,5 | 17  | 12 | 10 | 15,6  |
| Précipitations (hauteur moyenne en mm) | 60 | 105 | 10 | 15   | 90 | 0  | 3  | 10   | 29   | 144 | 21 | 72 | 659   |
| Source: MSN météo                      |    |     |    |      |    |    |    |      |      |     |    |    |       |

## Vignoble

### Présentation
Le vignoble s'étend sur les communes de Assas, Aumelas, Beaulieu, Boisseron, Campagne, Castelnau-le-Lez, Castries, Combaillaux, Cournonsec, Cournonterral, Entre-Vignes, Garrigues, Gignac (pour partie), Guzargues, Juvignac, Lavérune, Lunel, Lunel-Viel, Mauguio, Montagnac, Montbazin, Montpellier, Murviel-lès-Montpellier, Pignan, Plaissan, Poussan, Prades-le-Lez, Restinclières, Saturargues, Saint-Aunès, Saint-Bauzille-de-la-Sylve, Saint-Bauzille-de-Montmel, Saint-Clément-de-Rivièrre, Saint-Drézéry, Saint-Geniès-des-Mourgues, Saint-Georges-d'Orques, Saint-Pargoire, Saint-Pons-de-Mauchiens, Saint-Sériès, Saint-Vincent-de-Barbeyrargues, Sussargues, Vailhauquès, Vendémian, Villeneuve-lès-Maguelone, Villeveyrac.

### Encépagement
Les cépages principaux sont le grenache, le mourvèdre et la syrah. La syrah est un cépage méditerranéen qui aime les terres caillouteuses, chaudes avec des sols moyennement fertiles et bien drainés. Le grenache noir est originaire d’Espagne. Le mourvèdre participe à l’assemblage avec les deux premiers.
Le vin doit obligatoirement être composé d'un assemblage de deux cépages principaux pour pouvoir revendiquer l'appellation. Les cépages principaux doivent représenter au minimum 70 % de la surface revendiquée en Grés de Montpellier ainsi qu'au moins 20 % de grenache.
On retrouve également des cépages secondaires tels que le carignan, le cinsault et le morrastel. Le carignan noir est le principal cépage complémentaire du Grés de Montpellier.

### Méthodes culturales
Le rendement de base ne doit pas dépasser 45 hectolitres à l’hectare. La densité minimale pour l'appellation est de 4 400 pieds par hectare.
Une taille courte en gobelet ou en cordon de Royat sont effectuées.
Le palissage est obligatoire si les vignes sont conduites en cordon Royat, ainsi que pour les encépagement en syrah.
Le titre alcoométrique doit être supérieur à 12 % vol.

## Production

### Vinification et élevage
Les vins proviennent de l’assemblage de raisins, de moûts ou de vins, issus d’au moins 2 cépages principaux. Pour autant, les méthodes de vinifications restent propre à chaque vigneron.
Les vins font l’objet d’un élevage au moins jusqu’au 15 septembre de l’année suivant celle de la récolte avec la possibilité d’un conditionnement à partir du 1er juin de l’année qui suit celle de la récolte. Ainsi, les vins de l'AOC Grés de Montpellier ont au minimum un an d'élevage.

### Terroir et vins
Le terroir s'étend de la vallée du Vidourle à l’est jusqu'à la vallée de l’Hérault à l’Ouest, et de la région du Pic Saint Loup au Nord, jusqu'au littoral au Sud. Les vins peuvent être produits sur des sols argilo-calcaires, schisteux, à proximité de la mer ou en altitude, ce qui leur confère des propriétés organoleptiques différentes selon ces terrains.

### Structure des exploitations

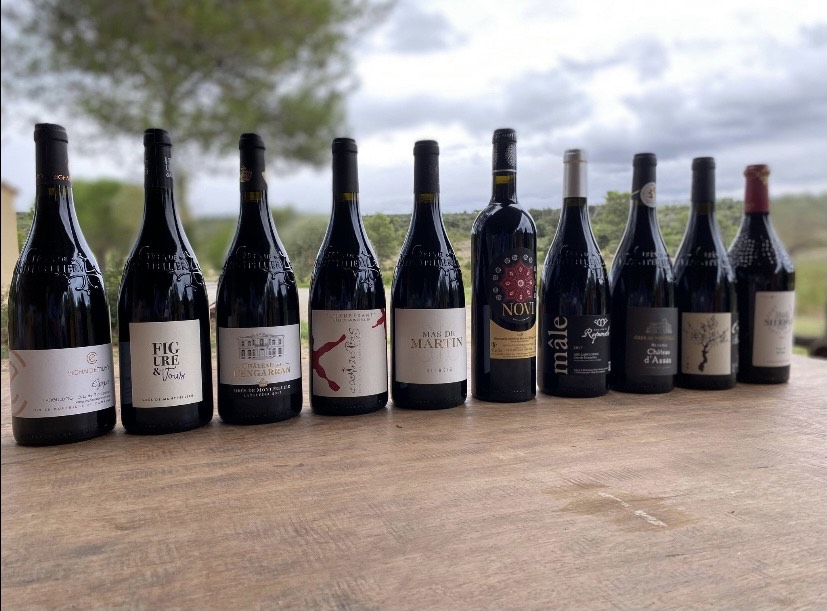
Cuvées du Top10 des Grés de Montpellier millésime 2017.

Les exploitations sont réparties entre 48 domaines et 5 caves coopératives.
- Abbaye de Valmagne
- Cellier du Val des Pins
- Chemin des Rêves
- Château Bas d'Aumelas
- Château Ellul-Ferrieres
- Château Haut-Blanville
- Château Roumanières
- Château Saint-Martin la Garrigue
- Château d'Exindre
- Château de Flaugergues
- Château de Fourques
- Château l'Engarran
- Clos Sorian
- Clos d'Elle
- Clos de l'Amandaie
- Clos des Nines
- Cours Saint Vincent
- Domaine Bort
- Domaine Campaucels
- Domaine Cante Vigne
- Domaine Coste Moynier
- Domaine Henry
- Domaine Puech
- Domaine Terre Megère
- Domaine de Roquemale
- Domaine de Saumurez
- Domaine de la Marfée
- Domaine de la Pansière
- Domaine de la Perriére
- Domaine de la Prose
- Domaine de la Triballe
- Domaine des 4 Pilas
- Domaine du Poujol
- Domaines Paul Mas
- Figure & Co
- Grés Saint Paul
- Hommes et Terres du Sud
- Le Chai d'Emilien
- Le clos d'Isidore
- Les anges de Bacchus
- Les vignerons du chevalier Georges
- Mas Trinquier
- Mas d'Arcay
- Mas de Bayle
- Mas de Janiny
- Mas de Lunès
- Mas de Martin
- Mas des Colibris
- Mas du Ministre
- Saint Jean de l'Arbousier
- Vignerons du Sommièrois

### Type de vins et gastronomie

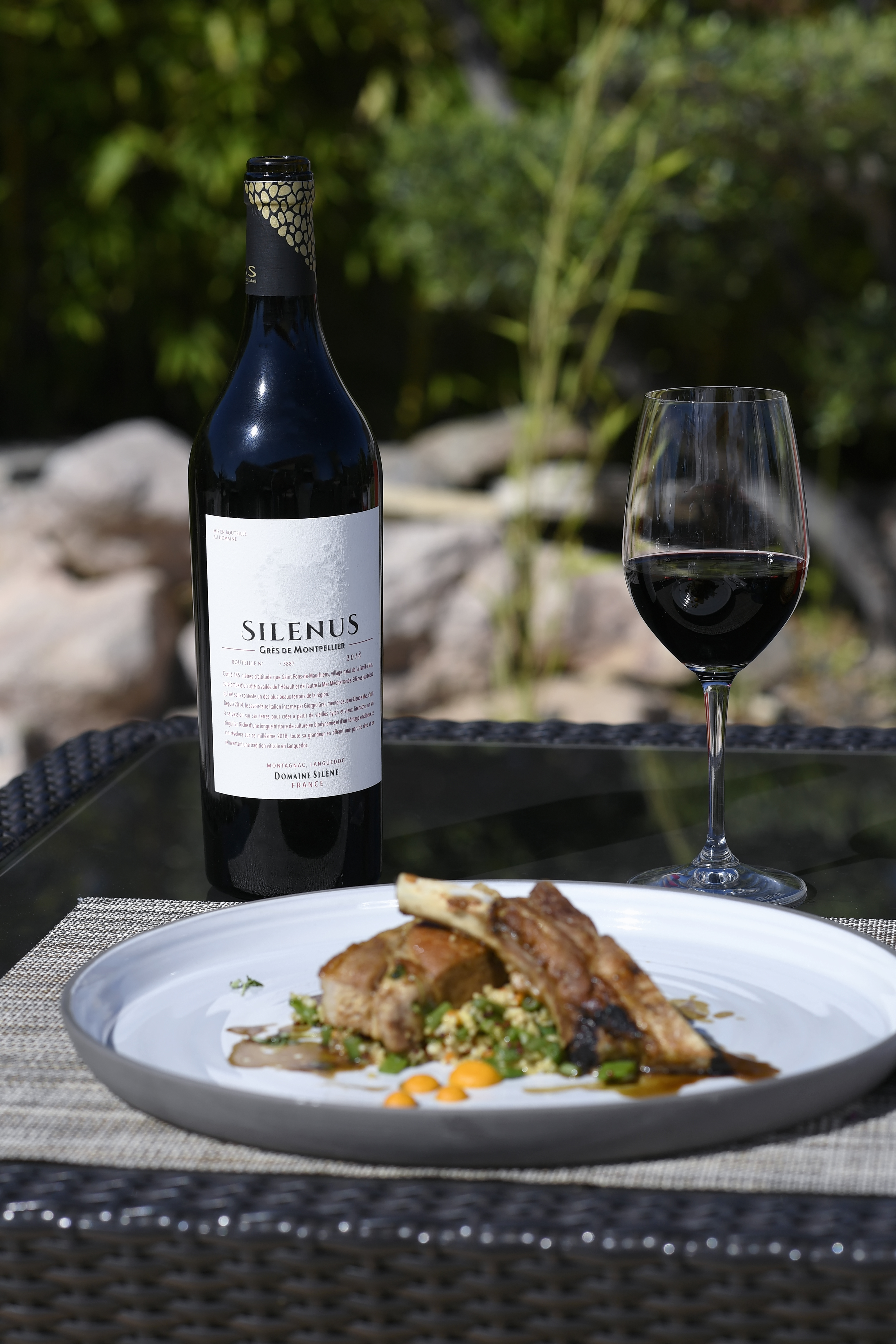
Accord Silénus domaine Paul Mas avec une côte de cochon sur son risotto d'épeautre.

Les vins rouges primeurs délivrent généralement des arômes de fruits rouges, et une structure souple et légère. Ceux de garde moyenne présentent le plus souvent des arômes de garrigue, de fruits cuits, d'épices, de cacao, et une structure tannique plus prononcée.